# 奥の松酒造
奥の松酒造株式会社（おくのまつしゅぞう）は、福島県の清酒製造業を行う酒蔵。

## 概要
二本松市に本社を置き、本社及び郊外に工場を持つ。日本酒の他に、発泡日本酒、高級焼酎なども醸造する。コンビニエンスストア販路開拓により業績を伸ばした。なお、同社のロゴ｢奥の松｣は俳優・森繁久弥の書によるものである。
平成16年（2004年）、6つの建造物が国の登録有形文化財に登録された。
- 一級蔵（築 昭和初期）、二級蔵北棟（築 昭和初期）、二級蔵中棟（築 大正期）、二級蔵南棟（築 昭和初期）、麹蔵 (築 昭和初期）、槽場蔵（築 昭和初期）

## 沿革
- 1716年 - 「油屋酒造店」創業。
- 1955年 - 『奥の松醸造株式会社』に改組
- 1968年 - 現在の本社社屋建設
- 1974年 - 安達太良連峰の麓に「奥の松八千代蔵」を新設

## 受賞歴
全国新酒鑑評会
平成14酒造年 - 29酒造年
- 「奥の松」金賞受賞 - 平成29年受賞

## モンドセレクション受賞歴
特別純米
- 2007年 - 最高金賞
- 2008年、2009年 - 金賞

木桶仕込純米酒
- 2005年-2007年 - 金賞（3年）
- 2008年、2009年 - 最高金賞

全米吟醸
- 2006年 - 金賞

純米大吟醸
- 2006年 - 金賞
- 2008年、2009年 - 最高金賞

吟醸（1,800ml）、あだたら吟醸（720ml）
- 6年連続金賞（2007年9月寄稿時）
- 2008年、2009年 - 金賞

純米吟醸
- 2009年 - 金賞